# Орце Йордев
Орце Драган Йордев (на македонска литературна норма: Орце Драган Jордев) е офицер, бригаден генерал от Северна Македония.

## Биография
Роден е на 29 април 1972 г. в Кичево. През 1990 г. завършва средно училище като физик-техник в родния си град. През 1995 г. завършва Военната академия „Михайло Апостолски“. От 1995 до 1998 г. е командир на антитерористичен взвод в 6-и отряд. През 1998 г. за кратко е командир на антитерористична рота в специална част. От 1998 до 1999 г. е заместник-командир на рота за диверсии в специална част. Между 1999 и 2001 г. е командир на антитерористична рота в батальон за специални цели. В периода 2001 – 2003 г. е началник на C-3 в оперативно-учебна секция на батальон за специални цели. От 2003 до 2004 г. е заместник-командир на батальон за специални цели и негов началник-щаб. През 2006 г. завършва Команднощтабна академия в Турция. В периода 2006 – 2012 г. е командир на батальона за специални цели. Между 2012 и 2015 г. е заместник-командир на полка за специални операции в армията на Република Македония. През 2015 г. за кратко е временно изпълняващ длъжността началник-щаб на полка. От 2015 г. е командир на полка за специални операции. Същата година завършва Школа за национална отбрана. През 2011 г. получава Медал за храброст, а от 2015 г. е награден със Сребърна значка за дългогодишна служба в Армията на Република Македония.

## Военни звания
- Подпоручик (1995)
- Поручик (1996)
- Капитан (1999)
- Капитан 1 клас (2001)
- Майор (2003)
- Подполковник (2007)
- Полковник (2012)
- Бригаден генерал (2016)